# Андији (Горња Савоја)
Андији (фр. Andilly) насеље је и општина у источној Француској у региону Рона-Алпи, у департману Горња Савоја која припада префектури Saint-Julien-en-Genevois.
По подацима из 2011. године у општини је живело 790 становника, а густина насељености је износила 130,15 становника/km². Општина се простире на површини од 6,07 km². Налази се на средњој надморској висини од 735 метара (максималној 857 m, а минималној 577 m).

## Демографија
| 1962. | 1968. | 1975. | 1982. | 1990. | 1999. | 2011. |
| ----- | ----- | ----- | ----- | ----- | ----- | ----- |
| 320   | 341   | 363   | 380   | 509   | 595   | 790   |

График промене броја становника у току последњих година